# ひだまりスケッチ
『ひだまりスケッチ』（Hidamari Sketch）は、蒼樹うめによる日本の4コマ漫画。芳文社の月刊4コマ漫画雑誌『まんがタイムきららキャラット』で2004年4月号から連載されている。2021年4月現在、コミックス（単行本）は第10巻まで発売されている。略称は「ひだまり」「ひだスケ」。
2007年に第1期テレビアニメが放送され、その後、第4期まで制作され放送。その他、小説、他の作家によるアンソロジーコミック、インターネットラジオ、ドラマCD、コンピューターゲーム、音楽などがメディアミックス展開された。

## 概要
憧れのやまぶき高校美術科に合格したゆの。自宅から距離があるため、学校の門前にあるアパート「ひだまり荘」に入居することになった。隣室に住む同級生の宮子、階下に住む上級生のヒロや沙英、そして新入生の乃莉となずなとともに6人が巻き起こす楽しくにぎやかな日々を描いた4コマ漫画。また、コミックス（単行本）第8巻にてヒロと沙英が卒業し、新たに新入生として茉里が入居し5人となった。
季節や時期は連載回によって変化し、掲載順序は一部を除き特に決まっていない。連載が続くにつれて少しずつ全体の時間が経過していく構成になっている。
本作は『まんがタイムきららキャラット』2004年12月号から2009年1月号まで連続して表紙を飾るなど、同誌の看板作品的な存在である。2009年2、3月号では同誌の他作品が表紙を飾ることになったが、2009年4月号にて再び本作が表紙を飾った。それ以降は、『GA 芸術科アートデザインクラス』と入れ替わりながら表紙を飾っていた。また、増刊『まんがタイムきららMAX』VOL.1（創刊号）にもゲスト掲載された。2020年には『三者三葉』を抜き、まんがタイムきらら系列誌の作品の中で最も掲載期間が長い作品となった。ただし単行本第9巻刊行から第10巻刊行までに3年以上を費やすなど、2017年以降は休載が非常に多くなっており（作者のブログによると「他の仕事を優先している」ため）、単行本では同掲載誌で約4年半遅れで連載開始した『Aチャンネル』や、約9年遅れで連載開始した『NEW GAME!』のほうが先んじて第11巻を出版することとなっている。なお、本誌上で「長期休載」がアナウンスされたことはない。

## 登場人物
登場人物の名前はほぼ全員がフルネームではなく、姓か名どちらかのみの設定である。
ひだまり荘の全住人6名と一部のキャラクターにはシンボルマークとイメージカラーが設定されており、アニメの各場面でそのキャラがしゃべる際などに表示される。
「声」はテレビアニメでの担当声優。

### ひだまり荘の住人
ゆの
声 - 阿澄佳奈
本作の主人公。ひだまり荘201号室の住人。やまぶき高校美術科1年A組→2年A組→3年A組。
山梨県甲府市出身。身長は1年時が144.5cm、2年時が144.3cm（本人は誤差と主張）。アニメでは身長144cm。靴のサイズが21.5cm。いて座。100均のメジャーで身長が測れるほど小柄であり、自身の身長に軽度のコンプレックスを抱いている。一人っ子。
左右につけている黒い“×”（バツ、バッテン）の形の髪留め（バレッタ）がトレードマーク（同時にシンボルマーク。宮子からは「ゆのっち」と呼ばれることが多い（宮子は髪留め自体を「っち」とみなしている節があり、髪留めを外しているゆのに対しては「ゆの」と呼ぶ）。敬称で呼ばれる場合、大家以外からは「ちゃん」付けではなく、「さん」付けで呼ばれている。
素直で優しく、何事にも一生懸命。感受性が豊かで、かわいいものに目がない。ノコギリ、もといカナヅチであるが、入浴は好き。天然な面を持ち、あらゆることを世間一般の認識と異なる意味に解釈する。普段は寛容な性格だが、小さなこだわりを譲らない一面もあり、酒が入ると、そのこだわりについて延々と語り始める癖がある。年齢と反して容姿、性格が稚いため、彼女の後輩である乃莉となずなからでさえ「かわいい」と概評されたこともある。眠くなりやすい体質。
料理が得意なようで、ヒロによれば彼女が作る味噌汁は絶品とのこと。加えて、パソコンやインターネット関連の事柄にも疎い。また、音痴であるが、本人はそれに気づいていない。
彼女の家ではきんぴらゴボウなどに入れるニンジンを輪切りにするのが定番であり指摘されるまでそれが普通だと思っていた。
1年時のやまぶき祭では、締め切りに間に合わなかったため未完成の絵を提出する羽目になったり、デッサンコンクールで下位で評価されたこともあってか、自分の美術的才能に対して過小評価しているようで、褒められることに慣れていない。だが2年時にやまぶき祭で配布されるパンフレットの表紙に彼女のデザインが選ばれるなど、実力が認められている節もある。
アニメでは大家と会う時期が体育祭と一番遅く、後輩である乃莉となずなはひだまり荘に入居し始めて間もなくあいさつを済ませていた（原作では宮子たちと一緒に会っている）。
ゆの本人がそれぞれ「優ちゃん」「まなみん」「美雪ちゃん」と呼ぶ友人がいる。好きな歌手は「マーメイド」。
イメージカラーはオレンジ。
宮子（みやこ）
声 - 水橋かおり
ひだまり荘202号室の住人。やまぶき高校美術科1年A組→2年A組→3年A組。
福岡県出身（実家の市外局番は092）。身長は165cm。愛称は「宮ちゃん」。本人によれば「よしこ」という呼び方でもいいとのこと。
ゆのがひだまり荘に入居した際、初めて出会ったひだまり荘の住人が宮子で、ひだまり荘では隣室、やまぶき高校ではクラスメイトということもあって、ゆのと宮子は「宮ちゃん」「ゆのっち」と互いに呼び合う仲で、やまぶき高校、ひだまり荘問わず何かと行動を共にする場面が多い。
明朗闊達な性格でゆのを上回る天然キャラ。住人一のトラブルメーカーで「口は災いの元」を地で行くことが多く、ヒロや沙英を怒らせたり、吉野屋にツッコミを入れることもある。その反面、風邪で寝込んでいるゆのを昼休みを利用して看病するなど、友達思いな面もある。また、猫が好きなようで、アニメ第1期第6話ではひだまり荘の屋上で猫と一緒に日焼けをしたり、第2期第4話では、猫が居ついてしまいこの猫と一週間ほど共同生活をしている。
家が貧しいようで、私服は背丈が変わらない下の方の兄のお下がりが多く、食事は実家からの仕送り（現物支給）で賄っているなど貧乏話には事欠かない。そのため、機会があればヒロ、沙英だけでなくゆのにも食事をおごってもらおうとする。食べ物の話題については非常に敏感。腹時計の誤差は1分以内とのこと。食べ物がないときは水で代用したり、自分でアジを捌いて干物を作るほどの生活力もある。嫌いな食べ物はないが、海産物は好きな模様。2人の兄といたこともあり、幼少の頃は男児向けの玩具で遊んでいた。
単行本（第2巻以降）やアニメの公式ホームページ（第3期および第4期）のキャラクター紹介では「意外にも」と書かれているが中学の頃は成績優秀で、やまぶき高校へは推薦で入学した。芸術的センスは人一倍優れており、さらに即興で点描の似顔絵を描いたり、ヒロが倒れた時床に「モディリアニ風」に描くなど技術も高い。演劇の才能もある。運動能力もかなり高い。本人は自らを「普通の人」と評するが、他にも生い立ちに関して様々なエピソードをもつ非常に謎の多い人物。
髪質が非常に良く、リンスをつけると綺麗なサラサラヘアーになる。しかし彼女にリンスを買う余裕はないためめったにその姿は見られない。幼少期は、植木屋の兄がヘアーカットしていた。
シンボルマークは猫の肉球（前述の猫と日焼けをした際に、右下腹部に猫が乗りそこだけ焼けずに残ってできたもの）。イメージカラーはイエロー。
乃莉（のり）
声 - 原田ひとみ
ひだまり荘103号室の住人。やまぶき高校美術科1年A組→2年A組。身長はヒロと宮子の中間くらい。
関西出身。ゆのが2年に進級した新学期にひだまり荘に入居してきた。宮子からは「乃莉っぺ」または「乃莉スケ」「ノリコさん」と呼ばれており、一定していない。
初登場は第4巻。アニメでは第2期特別編前編が初出（ただし台詞は無かった）で、第3期からレギュラーメンバーとなる。
常に前向きで、思ったことをそのまま口に出す実直な性格。彼女の言動でひだまり荘の住人に困惑を与えることも多いが、本人に悪意は全くない。さらに地元の話題や興味のある話題に関してウンチクに近い語りを披露することもある。ただし根は優しく、やや強引ながらも引っ込み思案のなずなをリード、フォローする場面が見られ、勉強も教えるなど面倒見の良さもある。
一方で照れ屋の一面も持ち合わせており、褒められたりするのに弱い。さらに自分が「かわいいもの好き」であることを知られたくないとも思っている。
パソコンを所持しており、彼女が入居するにあたってひだまり荘にインターネット回線 （ADSL）設備が導入された。そのためか、ネットで仕入れたと思われる知識が豊富で、機会があるたびに豆知識を披露する。なお、回線は用意されたものの、実際にインターネットを利用できる環境を持つのは乃莉の部屋だけであるため、たまに、ゆの達から調べ物でパソコンを貸してほしいと頼まれる。また、パソコンのOSデスクトップ上には、過去封印という名前のフォルダがあり、この中身を見られると半狂乱になるという。
シンボルマークはパソコンのマウス。イメージカラーはブルー（グリーンになる場合もある）。
なずな
声 - 小見川千明
ひだまり荘203号室の住人。やまぶき高校普通科1年D組→2年D組。身長はゆのとヒロの中間位。一人っ子。宮子からは、たまに「なずな殿」と呼ばれる。
乃莉と同時期にひだまり荘に入居。ひだまり荘としては初めての普通科の生徒である（そのため制服のリボンが美術科のものとは異なる）。
初登場は第4巻。アニメでは第2期特別編前編が初出（乃莉同様台詞は無かった）で、第3期からレギュラーメンバーとなる。
引っ込み思案で何事にも遠慮がちな性格。自分に自信が持てないらしく、卑屈な言動が目立つ。主に乃莉からフォローされることが多いが、彼女の言動で傷つくこともたまにある。しかし、ひだまり荘に来てからは彼女と特に親睦を深めているようである。寝相はものすごく悪い。また、料理は大の苦手で食事は主にスーパーで買ってきた惣菜で済ませている。両親に手料理をふるまうためにゆのやヒロに料理を習ったこともあったが、結局は本番でも助け舟を出してもらっている。
元々やまぶき高校の近所に住んでおり、あくまで自宅最寄りの高校ということで同校普通科を受験し合格していたが、父親が愛知県に転勤となり母親も同道してしまったため、ひだまり荘に入居した。そのため、ひだまり荘周辺の地理ややまぶき高校の事情については、ゆのや宮子より詳しい。
おどおどしがちな姿が放っておけない雰囲気を出しており、心配になった男子にフォローされやすい。しかし、小中学校時代はそれによって嫉妬した女子から嫌がらせ（給食のカレーに嫌いなニンジンを入れられる）などを受けることも多かった。入学後、クラスではうまくやっているようである。
シンボルマークは雪洞付きの髪飾りで束ねられた後ろ髪。イメージカラーはホワイト（淡いラベンダー色になる場合もある）。
茉里（まつり）
ひだまり荘101号室の住人。やまぶき高校美術科1年A組。宮子からは「フェス太さん」と呼ばれる。
沙英とヒロが卒業した後、ひだまり荘にやってきた新入生。実家はひだまり荘から2時間半のところにあり、両親は共に公務員。
初登場は第8巻。
ひだまり荘に入居の挨拶のためにお土産のロールケーキを買おうとした際にゆのと宮子と出会う。口調や立ち居振る舞いに変わったところが見られず、礼儀正しい面を見せていたが、入学式に着飾った私服で出席しようとする、スキンシップが好きで罰ゲームがマッサージと聞いて目を輝かせるなどの変わった面も見せる。色彩センスも「何を描いてもアメリカのお菓子みたいな色」と言われるほどにビビッドな物を好む。
趣味はイラストとおよーふく。特に後者は自分が着飾ったりするだけでなく、人に着せることも好む。また、普段からメイクをしていたりダイエットにも励んでいる。
両親のことを「パパ」「ママ」と呼ぶ。6つ上の従姉に憧れており、従姉が美大に進学したことや、元々美術が好きだったことから美大を志し始めた。

#### 元住人
みさと、リリについては#アニメ・小説のオリジナルキャラクターを参照
ヒロ
声 - 後藤邑子
元ひだまり荘101号室の住人。やまぶき高校美術科1年A組→2年A組→3年A組→亜麻美術大学1年。
山形県出身。左利き。身長は155cm。髪は癖毛で先端の側は細かく波打っており、普段は頭の左右で2つのお団子の形にしているが、湿気の多い日に毛先が跳ねてしまうのが悩みとなっている。
面倒見が良く、おっとりのんびりとした性格。料理が得意でひだまり荘のみんなで食事する際は自ら腕をふるうなど良妻賢母然としたところがある。さらに食材が切れないよう買い物を怠らず、また大量のポイントカードを作っていたりと高校生らしからぬ一面も持つ。結構怖がりなところがある。
甘いものが好きで、特にケーキが大好物だが、カロリーの摂り過ぎを気にしており、常々ダイエットを試みている。しかしたいていはうまくいかず、甘いものに目がくらんでしまう。このため、体重やカロリーに関する話題には非常に敏感である。アニメ第2期では、1年生の時に大家の薦めでいくつものダイエット器具を使ってみたが、ことごとく失敗したことが明かされた。
沙英とは1年時からの付き合いで、互いに良き理解者となっている。締め切り前の沙英に手料理を作ってあげることもしばしば。
朝が非常に弱く、寝ぼけていることがほとんどで、奇怪な言葉を発したり庭を放浪したりする癖がある。沙英からは「寝起きのヒロは無視していい」とまで言われている。
1年生の時は203号室に住んでいたが、最初の契約の更新時に沙英の隣の部屋に移ることになり、リリが卒業して空き部屋になった101号室に引っ越した。アニメ版での203号室にはダイエット器具が散乱している。また、原作とアニメ版では部屋の内装が異なり、反転している。
未成年でありながら酒好き。原作では、ゆのと宮子の歓迎会の際、3人に酒を飲ませている。なお、その際に酔ったゆのと宮子が暴走したためか、翌年の乃莉となずなの歓迎会では普通のソフトドリンクを提供している。
やまぶきを卒業後の進路は、美術教師を目指して美大に進学することを決めている。卒業後は亜麻美術大学に合格し進学、沙英と同じ下宿先でルームシェアをしている。
シンボルマークはお団子（髪型）。イメージカラーはピンク。
沙英（さえ）
声 - 新谷良子
元ひだまり荘102号室の住人。やまぶき高校美術科1年A組→2年A組→3年A組→普通の大学文学部1年。
ひだまり荘の住人6人の中で唯一、出身地が不明。しかし会話の中で｢(帰省する)新幹線の切符がなかなか取れなかった｣という発言から、新幹線沿線もしくはその周辺出身と思われる。身長167cmのスレンダー体型で、自らの胸が小さいことに対して悩んでいる。視力が低く、眼鏡をかけている。素顔が公開されたことがなく、寝ているときや入浴中でも眼鏡をかけていた。智花という妹がいる（アニメでは第1期第12話より、原作には2012年6月号にて登場）。
生真面目で正直者。嘘をつくことが苦手で、恋愛の話題になった際にバレバレの嘘をついてごまかすことがある。宮子のボケや暴走に対してのツッコミ、およびヒロの寝ボケた言動に対するストッパー役でもあり、ゆのが入学式や選択教科で困った時にはアドバイスするなど、後輩への気配りを欠かさない。
高校生ながら、単行本を1冊出しているプロの小説家でもあり、雑誌「月刊きらら」に橘文（たちばな あや）というペンネームで連載をしている。美術科に通うのは、自分の小説の挿絵も自分で描きたいため。運動能力は高く、そのことには自信もあるようである。体育のテニスでは男子にも負けない腕前。
ヒロとは、お互いの長所も短所も知った親友同士。ヒロが自分の進路に悩んでいる際は、その相談に乗ったこともある。ヒロと沙英の関係は、周りから見れば夫婦のようで、よくネタにされる（沙英が夫、ヒロが妻）。また、身振り手振りでコミュニケーションが取れる。お互いの両親も交流がある。
やまぶきを卒業後の進路は、文系の大学に進学することを決めている。最終的にヒロの進学先の美大に近い大学の文学部に進学、それもありひだまり荘をでたあとはヒロと同じ下宿先でルームシェアをしている。
単行本（第2巻以降）やアニメの公式ホームページ（第3期および第4期）のキャラクター紹介では主要キャラクター中唯一「美少女」と明言されている。
シンボルマークはメガネ。イメージカラーはブルーだったが、乃莉が登場してからは濃いパープル（ただし、乃莉がグリーンになる場合、ブルーのままになる場合もある）。

### やまぶき高校教師
吉野屋（よしのや）
声 - 松来未祐
やまぶき高校で美術の授業を担当する女性教師。身長158cm。ゆのと宮子の1年と2年の時の学級担任で、ヒロと沙英が1年の時の学級担任。やまぶき高校の卒業生でゆのたちの先輩（OG）に当たる。
美人でスタイルもいいが年齢は不詳（本人によると「永遠の17歳」）とされている。ただし、アニメ第1期収録時の松来と同じ年齢という設定があるため、ゆのと宮子が1年の時に29歳であることが示唆されている。ひだまり荘の近くで両親と共に暮らしている。弟や甥、姪らがいる。甥に「おばさん」と呼ばれることを嫌い、「おひめさま」と呼ばせる。髪はモスグリーンのロングヘアーを黄色のリボンでまとめていて、瞳もモスグリーン。
おっとりした雰囲気だが子供のような性格で、暴走してはそのたびに校長から説教を受けている。授業に対する姿勢はかなりいい加減で、生徒からもやまぶき高校の名物教師として認定されている。しかし、「将来向かっていくべき場所に後押しできることが幸せ」と言うほど生徒のことを真摯に考えており、また「教師」という職業に対する自己認識も強い。配慮に欠ける言動をとることもあるが、桑原など周りの教師からは「（たまにだけど）いい先生」と評され、普段手を焼いている校長も美術への取り組みや生徒に対する真摯な態度に関しては高く評価している。
フリルなどが付いたひらひらした服、あるいは露出度の高い服を好む。授業の際はコスプレをして行うことが多く（本人によると「コスプレではなく身だしなみ」）、そのための衣装はすべて自分で作っている。その創作意欲は留まるところを知らず、益子と共有している美術準備室はほぼ彼女の衣装置き場になっている。美術教師になった理由は、「一人で衣装を作っててもつまらないから」。また卒業生、在校生を問わず、担当した生徒全員に自分のコスプレ写真を印刷した年賀状、暑中見舞いを毎年送っている。
またとても教師とは思えないようなかなり際どいセクハラ的発言をすることもあるが、コミックス3巻およびアニメ第2期第6話での発言からすると男性経験はない模様。あまりのセクハラ発言の多さからゆのを評価する言動をしたつもりが、いつものセクハラと受け取られたことがある。
絵画や彫刻などの創作技術は美術教師らしく非常に高いものがあるほか、裁縫も得意。しかしその技術はモナ・リザの顔を自分風に描いたり、ブルータスの石膏像を自分の顔にしたり、年賀状用の背景絵、コスプレ衣装の製作など専ら趣味に使われる。
沙英からは「よっしー」というあだ名で呼ばれている。
単行本の表紙裏では、吉野屋主役のイラストや短編漫画が描かれていることが多い。読みが同じである牛丼チェーンにちなんで、作者は「牛丼先生」と呼ぶことがある。
校長先生
声 - チョー
やまぶき高校の学校長。本名不明。頭が非常に縦長で、耳の上から後ろ頭にかけてカールした白髪がわずかに生えているだけで頭頂部は禿げ上がっている。常に全身が細かく震えている。アニメでは驚異的な運動能力を発揮し、周囲を驚かせていた。
吉野屋に対しては、教師としての自覚が足りないと直接全校集会で叱ったり、水着にエプロンを着けて授業を行った時は自分が間違っているのかと桑原に相談するなど、苦労は絶えない。しかし生徒とのふれあいを大切にするため、吉野屋の生徒思いな点は評価している。
住所は不明で、活動範囲は学校近辺が主。アニメ第1期第8話では、学校の敷地内を通って買い物先（ベリマート）から帰っている描写があり、その様子を見たゆのと宮子が“校長は学校に住んでいる”と思い込んだ。また、その直後に、買い忘れた醤油を買いに行っているが、再び同じ方向からやってくる描写しかない。また、2回目の通過時には吉野屋先生もゆの達とおり、宮子の「校長、学校に住んでるよ」という発言に驚いていた。
水泳、短距離走、サッカーなどの運動はそつなくこなす。また独唱や美術科のある学校の校長らしく絵画も上手で、秋には様々なことをしている。
生徒には校長先生と呼ばれているが名前を憶えられておらず、テスト中校長の本名を答えさせる問題では、クラス全員が「モアイ」と回答している。
作中に登場する老人は皆彼と同じ顔である。
アニメ版では原作よりも出番が増えているが、そのほとんどは吉野屋の暴走を戒めるものである。
桑原（くわはら）
声 - 鈴木菜穂子（第1期第5話）、木川絵里子（第1期特別編後編、×365）、桑谷夏子（×☆☆☆、×SP、×ハニカム）
やまぶき高校の養護教諭。髪はシルバーのショートでポニーテールにしている。作中では吉野屋の面倒を見ることが多い。
原作では第2巻以降、アニメ第1期では第5話と特別編第2話に登場。アニメ第2期では吉野屋と関連でたびたび登場しており、吉野屋の保護者のような立場。吉野屋に振り回されることもしばしばある。しかし、その反面酒癖が悪い。
益子（ましこ）
声 - 寺島拓篤
2年B組の担任で、眼鏡をかけた男性教師。吉野屋と同じく美術教師。時間には正確。普通科の生徒には人気があるらしい。「益子ちゃん」の愛称で呼ばれることもある。やや長い髪を項のところで縛っている。
原作3巻の学内コンクールの回で初登場。作中の数少ない男性キャラクター。美術準備室に入る際にノックを強要されたり同室での居場所がパイプ椅子のみであるなど、吉野屋からはぞんざいに扱われている。また、生徒らや周りの教師からの扱いもぞんざいで、なかなかかわいそうな人物である。
宮子には、吉野屋と比較して「これぞまさに（教師として）光と影。」と言われたことがある。
池澤（いけざわ）
声 - 山口香林
2年に進級した、ゆのの選択授業である平面担当の眼鏡をかけた女性教師。
桑原と並び、吉野屋の世話係の一人。展覧会に出品する絵を吉野屋と共に毎年作っている。
自宅では「徹也（てつや）」という名前の犬を飼っているらしい。
皆口
声 - 片山加奈
美術科の女性教員。

### やまぶき高校の生徒、卒業生
ゆの、宮子、ヒロ、沙英、乃莉、なずな は上記（#ひだまり荘の住人）にて参照
夏目（なつめ）
声 - 福圓美里
やまぶき高校1年B組→2年B組→3年B組→亜麻美術大学1年。沙英、ヒロの同学年。
原作では第2巻以降、アニメ第1期では第7話と特別編後編に登場。アニメ第2期では登場機会が大幅に増えている。
自分の想いに素直になれない性格。沙英に何かしら理由をつけ突っ掛かったり対抗したりと、彼女にライバル心を燃やす一方、本音では仲良くしたいと思っている（いわゆるツンデレ）。友人からは、沙英との仲を応援されている節がある。
ことの発端は入学時、下駄箱を間違えて困っていたところを沙英に助けられたことから彼女に憧れを抱く。今でも沙英がヒロと喧嘩したときに励ましたり、沙英からサンドイッチをもらって喜びの余り赤面したりしたこともある。
沙英の小説のファンであり、最初にファンレターを送った人物。橘文の作品が掲載されている月刊誌をかかさず購入（買い占めまで）している。
小説のファンであることはずっと沙英に隠していたが、アニメ第2期第6話でヒロに月刊誌を買っているところを目撃され、アニメ第4期でついに沙英本人の前でファンであることを打ち明けた（と、言うよりうっかり口を滑らせた）。
アニメ第2期第1話ではゆのと宮子の入試の日に手伝いで登校し、ゆのの筆記試験に立ち会っており、翌年の入試の日（第2期特別編前編）にも手伝いで登校している。また、ゆのと宮子にたいしてはおすすめのお菓子を教え合ったりとわりと気さくに接している。
自宅からやまぶき高校へは自転車と電車を使って行ける程度の距離だという。
卒業後はヒロと同じ亜麻美術大学に進学。ヒロとは同じ学科で同じクラスになり、「ヒロちゃん」と呼ぶ仲になっている。
真実（まみ）
声 - 沢城みゆき
やまぶき高校1年A組→2年A組→3年A組。ゆのと宮子のクラスメートで、原作2巻以降に登場。左に束ねたサイドテールが特徴。アニメ第1期にはゆのの絵に描かれているのを除いて登場しておらず、原作で登場したシーンも差し替えられていた。アニメ第2・3期では所々に登場。
ゆのに対し世話を焼くことがたびたびある。いたずらでゆののスカートをずらしたことも。
「ポメ」という名の犬を飼っており、夏休みに一時ひだまり荘に預けられた。
名前は本誌2008年4月号（第4巻収録分）で判明。アニメのエンディングのクレジットでは第2期特別編の後編にて初めて名前が登場している。なお、同じ話で大家が登場する場合、クレジットに名前が登場しない。
中山（なかやま）
声 - 福圓美里
やまぶき高校1年A組→2年A組→3年A組。ゆの、宮子のクラスメートで原作2巻以降に登場。口元のほくろが特徴。
2年生の選択授業はゆのと同じ「平面」。作中何度か卑猥なことを想像してしまい赤面することがある。なお、同じ話で夏目が登場する場合、クレジットに名前が登場しない。
清美（きよみ）
やまぶき高校1年A組→2年A組。ゆの、宮子のクラスメートで原作1巻以降に登場。ただし原作で本編に絡むことはあまりない。入学試験では、ゆのの右隣に座っていた。地元の人で、ひだまり荘の近くに住み、ゆのと宮子に自転車を譲って　ひだまり荘住民の共用自転車になった。
有沢（ありさわ）
声 - 中原麻衣
やまぶき高校美術科3年生→OG。ゆのが美術室に忘れた携帯電話を拾ったことがきっかけで知り合う。初めてゆのと対面した時は卒業制作の作業中で、息抜きにゆのの絵を描かせて欲しいと頼んだ。友人からは苗字を略して「ありさ」と呼ばれている。
高校卒業後の目標などは特に決まっていなかったが、オープンキャンパスで美大生の作品を見て「この中に混じりたい」という想いを抱き、美大に進学した。
卒業後もゆのと会ったり、やまぶき祭に顔を出したりとちょくちょく登場する。
藤堂（とうどう）
声 - 井上麻里奈
やまぶき高校3年生で放送部部長→OG。原作本編には登場せず、『まんがタイムきららキャラット』の読者投稿コーナー「やまぶき高校放送部」の案内役キャラクターである。卒業後もコーナーを担当。
アニメでは第2期第8話にて本編に登場し、体育祭の実況を（実行委員をさしおいて）担当した。第3期では声のみの出演で、お昼の放送を担当していた。
岸 麻衣子（きし まいこ）
声 - 半場友恵
やまぶき高校OG。原作第1巻、アニメ第1期第9話に登場（第2期にも）。
吉野屋の教え子だった縁からゆの達に特別授業を行った。美術大学を卒業後は映画監督を目指している。アニメ第9話のサブタイトル「裏新宿の狼」は、彼女が「第28回青空食品映像コンクール特別賞」を受賞した作品のタイトルである。
特別授業では映画監督を目指すきっかけになった経緯を話し、自分の夢を見出せないゆのに感銘と助言を与えた。以来、ゆのにとっては「憧れの先輩」となり文化祭の個人展示の題材に悩んでいた時もその時の助言を思い出して頑張ることができた。

### その他の登場人物
大家（おおや）
声 - 沢城みゆき
ひだまり荘の大家。本名は不明。住居はひだまり荘から徒歩20分ほどのところにある。
サバサバとした性格の若い女性。昼間から酒を飲んでいることが多く、愛煙家である。アニメ第2期では何度も禁煙しようとしては、結局やめられない姿が描かれている。タバコも好きだがお酒も同じくらい大好きで、新入生が入った時はその収入が空き部屋の掃除など必要なことではなく自身の酒代に消えていく描写がある。学生時代の卒業文集に書いた将来の夢はスチュワーデス。
ひだまり荘をリフォームした際に予算が不足したために自ら手を加えてしまうほどの行動力があるが、後述の通り、素人仕事である。基本的に面倒臭がりで、家庭菜園を始めようとした時もゆの達が始めると決まった途端（後々のおすそ分けを目当てにした感じで）やめてしまった。
アニメ第2期ではある理由が元で、大家としての本業以外にチラシ配りや不動産物件の撮影など色々なバイトをこなしている姿が描かれている。
ホンダ、スーパーカブ風のビジネスバイクを足代わりに使っている。それに乗ってひだまり荘に来ることが多い。
やまぶき高校の生徒を預かっている関係か、アニメや小説版では吉野屋や校長とも面識がある模様。
昔、やまぶき高校の制服を着たことがあるらしい（生徒だったのかは不明）。
シンボルマークは禁煙マーク。
ゆのの父
声 - 水島大宙
本名は不明。以前からゆのの回想にてたびたび登場していたが、原作3巻以降正式に登場。アニメでは第2期第1話と第10話に登場。横浜に行った帰りにゆのの家に寄りに来た。
一人娘であるゆのを溺愛しており、一応父親としての毅然とした態度を見せようとするも、他人から見ると明らかに甘い。また娘の恋愛関係に対して敏感で、初対面の沙英をゆのに近づく男と勘違いして怒鳴りつけたこともある。
ゆのの母
声 - 根谷美智子
本名は不明。面倒見が良すぎて、原作第1話では、試験中のゆのを校門前で一日中見守っていた。
その後はゆのの回想シーン以外で出番はなかったが、3巻で父親と共にひだまり荘にやってきた。
生年月日は、宝くじの当選番号と同じというゆのの発言から1964年6月27日だと予想される（当選番号1等 19640627）。
ニャン太
ゆのの実家で飼われているオス猫。「ルービッコキューブ」（作中名。ルービックキューブのこと）を完成させるなどの才能を持つ。毛の色は白だが多少くすんでいる。
なずなの父
声 - 金光宣明
本名は不明。やまぶき高校の近所に住んでいたようだが、遠方の愛知県に転勤している。
体格が良く自信家で、娘の引越しの際初めて出会ったひだまり荘の面々に昼食を奢るなど太っ腹な面も持つ。性格的に娘と似ていないと評されている。
アニメ第4期で娘の様子を見に行くため、なずなの母と共に再登場。その際名古屋弁に染まってしまい、そのことをなずなに指摘されショックを受けている。
なずなの母
声 - 後藤沙緒里
本名は不明。穏やかな雰囲気の人だが、天然であり娘よりも夫の心配を優先してしまい転勤先に付いて行ってしまった。
三浦のおばさん
声 - 滝田樹里
ゆのの実家の近所に住む人。ゆのを幼い時から知っているようで、「会う度に大人っぽくなって」と褒めていた。もっとも、その評に対するゆのの仕草を見て「おばさんぽい」という感想を抱いている。
優、まなみん、美雪
声 - 中上育実（優）、片山加奈（まなみん）
ゆのの地元（山梨県）における友達。中学校時代の同級生。「まなみん」はあだ名と考えられるが本名は不明。
ゆのが一時帰郷した際に登場した。ゆのと久しぶりにあったため、皆ゆのに対し「縮んだ？」と頭を触りながら訪ねている。
吉野屋の弟
声 - 入野自由
吉野屋の3つ違いの弟。本名は不明。既婚者で、実家から離れて暮らしている。姉とは違い穏やかな性格の常識人で、かつて姉の後に入学した中学校では「吉野屋の弟」ということで教師達からさんざん警戒されたこともあったらしい。姉が本当に教師であるのか疑問を抱いている。
健人（けんと）
声 - 中嶋ヒロ
吉野屋の弟の息子で、吉野屋の甥に当たる。吉野屋を「おばさん」と呼んだが、「おひめさま」と呼ぶよう注意された。登場時に生徒たちからは吉野屋本人の子供だと勘違いされた。数少ないフルネームが判明している人物の一人。
ポメ
真実が飼っている犬。大型犬（その名前からか、ゆの達は小型犬（ポメラニアン）を想像していた）。ゆのが2年次の夏休みの際、ひだまり荘に預けられた。普段の生活からか、人に飛びつきじゃれたがる性格。ひだまり荘にいる間に、宮子に芸を仕込まれた。名前の由来は「ポんやりおメめ」。
折部（おりべ）姉妹
声 - 平田真菜（姉）、高田初美（妹）
ひだまり荘の近所で美容室「Olive」を営む、双子の美人姉妹。ほとんど同一人物と言えるほどそっくりで、もみあげの向きが違う。店にやって来たゆのを眩惑してしまった。店名の「Olive」は、2人の名前（姓）から命名したもの。
夏目の母
声 - 中上育実
夏目の母で、単行本4巻特別編「夏目のできるまで」の登場人物。後にアニメ第3期特別編前篇にも登場。

### アニメ・小説のオリジナルキャラクター
智花（ちか）
声 - 釘宮理恵
沙英の2歳年下の妹。元はアニメ版のオリジナルキャラクターで、第1期第12話（最終回）で正式に登場。第2期でもたびたび登場し、さらに第3期では同い年の乃莉やなずなとも交流し仲良くなった。
沙英と異なり積極的かつ活動的で明朗な性格をしている。中学・高校共に吹奏楽部に所属。担当する楽器はアルトサックス。ゆのとはたびたびメールでやり取りしており、近況や高校受験の報告などを行っている。
歌舞伎が好きで、携帯の待ち受けには歌舞伎の写真を使っている。第3期第7話では歌舞伎座に一人で歌舞伎鑑賞に赴き、その足でひだまり荘を訪ねた。
時系列としては“その後の話”となるが第1期第1話ではゆのに届いたメールや年賀状、第5話ではゆのの夢や沙英とヒロの会話など、その存在を臭わせる箇所（いわゆる伏線）が多数存在した。
原作でも初期から沙英に妹がいることには言及しているが、詳細については触れていなかった。その後「きららキャラット」2012年6月号にて本人が登場。このとき沙英以外とは接触しておらず、アニメ版と異なり他のひだまり荘の住人達とは面識がない。
先に登場したアニメ版の智花のデザイン・性格設定は原作者の蒼樹うめによるものであり、その後登場した原作での智花はそのアニメ版のデザイン・性格設定を踏襲している。
シンボルマークはヘアピン。
みさと
声 - 小清水亜美
ヒロや沙英の2年先輩で、ゆのの部屋（201号室）の以前の住人。原作には名前のみ登場。アニメ第2期で初めて姿を見せた。
髪は赤みがかかったショートのくせっ毛で、頭に黄色のヘアバンド（カチューシャ）をつけている。
器用でいたずら好きだったようで、ひだまり荘ややまぶき高校に仕掛けを作っては大家に怒られたり学校側で問題になっていたようである。ゆのの部屋に「強襲用金ダライトラップ」を設置した張本人。色んなコンクールで賞をとっている。
やまぶき高校では受験の終わった3年生が自主的に卒業制作をして校内に展示する伝統があり、みさとは2階の女子トイレを3週間使用禁止に陥れた大作を作り上げた。
ひだまり荘を出る際に表札を取るのを忘れており、ゆのが引っ越してきたときまでそのままになっていた。
リリ
声 - 白石涼子
ヒロや沙英の2年先輩で、ヒロの部屋（101号室）の以前の住人。
髪は銀髪のワンレンロングストレート。性格は年齢の割に大人びているようだが、みさとによると「けっこう男前」とのこと。みさとのストッパーでもある。
直居（なおい）
声 - 大原さやか
沙英の小説を連載している雑誌「月刊きらら」の担当編集者。アニメ第2期第6話に登場。原作でも沙英が電話で打ち合わせをしているシーンがあるが、彼女であるのかは不明。
ショコラ&チョコ山
声 - 斎藤千和（ショコラ）、神谷浩史（チョコ山）
アニメ版の中でゆの達が話題にした昼メロ『おしゃれ探偵ラブリーショコラ』の登場人物。アニメ特別編第1話および第2期第8話に劇中のTV番組内で登場。
それぞれ『ぱにぽにだっしゅ!』のベホイミ、『さよなら絶望先生』の糸色望に似ており、チョコ山については声優も同じである。アニメ本編では劇中のTV番組内での登場だったが、第2期DVDの第4巻限定生産版特典CDドラマでは初めてゆの達とも絡んでいる。
あおむしくん
ゆのの実家から送られてきた野菜についていた青虫。
ゆのが、あおむしくんをチョウの幼虫であると思い、成虫を見るために飼育した結果、アニメ第1期第6話で羽化した。しかし、その正体は蛾であった。
裕太（ゆうた）
小説版『ひだまり荘へようこそ』のオリジナルキャラクター。ゆのより少し小柄。大家さんの友達の子供で両親が田舎に法事で出かける間に大家さんのところへ預けられたが、実家から届いた野菜をお裾分けに来たゆのに預け（押し付け）られた。
前島（まえしま）
小説版『ひだまりSchool Life』のオリジナルキャラクター。女子大学生。現代国語担当の教育実習生としてやまぶき高校にやって来る。吉野屋同様、やまぶき高校の卒業生（ただし普通科）であり、ゆの達の先輩に当たる。背が高い。吉野屋を尊敬している。
うめ先生
声 - 蒼樹うめ
原作の見開きページ、アニメ本編の冒頭、アイキャッチなどに登場する、カメレオンまたは蝶のサナギの着ぐるみのようなキャラクター。原作者の自画像でもある。愛称は「うめてんてー」または「ウメス」。
アニメ本編ではひだまり荘の屋根の上に（やって来て）住みつく。基本的にストーリーには絡むことはないが、キャラクターソングも出している。
原作の見開きによれば作者の蒼樹うめと同じく、主成分は焼きビーフン。福岡県育ち（第3巻より）。身長は57m（数字の上ではひだまり荘より大きい）。誕生日は8月3日（作者と同じ）で末っ子、スリーサイズはすべて129.3cm（第4巻より）。
マサチューセッツ州工科大学付属小学校に在学歴があり、微分積分をマスターしている。カラオケでウルフルズの曲『ガッツだぜ!!』を連続30回歌ったことがあるとかないとかなどの逸話を持つ（という設定）。
アニメ第3期において、鳥のように飛翔できることが確認された。

## 舞台
ひだまり荘
やまぶき高校の校門の門前にある2階建ての小さなアパートで、ゆの達が暮らしている場所である。所在地は「緑市浅葱町4-16」。ペット禁止、ピアノ禁止、男子禁制（身内を除く）である。美術科の変わり者が集まる所とも言われている。契約は1年更新で、契約の更新時に別の空き部屋に移動することも可能。六畳（アニメでは八畳）一間で、台所、風呂、トイレ、脱衣所兼洗面所、収納（押入れ）が完備されている。
部屋数は1F、2F共に各3部屋の合計6部屋。家賃は1Fが45,000円、2Fは46,000円。ただし、宮子の部屋である202号室のみ40,000円。過去にリフォームが行われたが、202号室は予算の都合上、大家が自ら手を加えた。同室には湿気を取るために市販の乾燥剤が床とカーペットの間に入れられていたり、雨漏りがしたりするなどの問題がある。その分家賃は他の部屋より安くなっている。
ゆのが1年生のとき、大家からの頼みで4人が「ひ」「だ」「ま」「り」「荘」の表札を新たに製作した。作中では、かつて「血溜まり荘」や「お黙り荘」と呼ばれていたことが語られた。また、やまぶき高校の生徒の一部からは「やんちゃアパート」と呼ばれている。
乃莉となずなの入居で3年ぶりにすべての部屋が埋まった。また、なずなはひだまり荘で初めての普通科生徒である。
乃莉の要望でインターネット回線（ADSL）が引かれたが、乃莉以外は使用していない模様。
部屋により、出入口とバスルームの扉が以下の通りに色分けされている。アニメでは各期によって一部の色が入れ替わっている。
居住住民の変遷
下表ではゆのと宮子がやまぶき高校に入学した年度を1年目、その前の年度を前年としている。部屋の色は第3期でのもの。
| 00部屋00 | 前年     | 001年目00 | 002年目00 | 003年目00 |
| -------- | -------- | --------- | --------- | --------- |
| 101      | リリ     | ヒロ      | ヒロ      | 茉里      |
| 102      | 沙英     | 沙英      | 沙英      | （空室）  |
| 103      | （空室） | （空室）  | 乃莉      | 乃莉      |
| 201      | みさと   | ゆの      | ゆの      | ゆの      |
| 202      | （空室） | 宮子      | 宮子      | 宮子      |
| 203      | ヒロ     | （空室）  | なずな    | なずな    |

| 2階 | 00 201 00 | 00 202 00 | 00 203 00 |
| 1階 | 00 101 00 | 00 102 00 | 00 103 00 |

やまぶき高校
私立学校で、普通科に加えて美術科があるのが特徴。そのため美術科については地方からの入学者も多い。男女共学だが、美術科では女子が多数を占め、男子は女子の1/3程度しかいない。またクラス替えはなく、入学から卒業までの3年間クラスメイトは同じである（担任教諭は変わることがある）。クラスは1学年6クラスで美術科がAとBの2クラス、普通科がA〜Dの4クラスとなっている。美術科と普通科とでは制服のリボンが異なっている。上履きはスリッパとなっており、校内では生徒、教諭問わずそれで生活する。
なおやまぶき高校にモデル校はなく、場所も特に決められてはいない。
ホームページでは校長をはじめ教師が画像付きで紹介されている。
美術準備室
文字通り、美術担当教師の吉野屋と益子のための部屋のはずがほとんどが吉野屋のプライベートルームと化している。室内は吉野屋の衣装や全身鏡（姿見）、趣味に合わせたソファ、テーブル、作業机などの家具で並べられ益子のスペースはパイプ椅子と机のみ。
体育館裏
通路と部屋があるが、天井が低いため屈まないと頭を天井にぶつける（ゆのは例外）。通りは演劇部の部室があり入口には発声練習の張り紙がされ、室内には多種多様の衣装や被りものが揃えられ全身鏡が置いてある。やまぶき七不思議のスポットでもある。
敷地内
校内には竹林があり、その中に「やまぶき地蔵」と呼ばれる石像がある。これは吉野屋が在学中に作った彫刻で、吉野屋いわく置き忘れたものが年月を掛けて風雨にさらされ、地蔵のようになったもの。一部の生徒の間では、祈ると胸が大きくなるという噂が存在する。
ベリマート
ひだまり荘近辺にあるコンビニエンスストア。通称｢ベリマ｣。生活に必要な品物がほぼそろっているが、夜7時30分になると閉店してしまう（ただし、ヒロによると「お店のおばさんを起こせば、24時間営業になる」）。ヒロが意図的にか間違えてか、アルコール飲料を買ってしまっても何も言われない（第1巻より）。
ダダマート
ひだまり荘から若干遠い所にあるスーパーマーケット。ベリマートより品揃えが豊富で安いが、距離があるため余り利用されない。
正の湯（まさのゆ）
ひだまり荘から遠くないところにある銭湯。入浴料は400円（4期より450円）。なお暖簾の文字が右から書かれているため、普通に読むと「ゆのさま」と読める。
桃花川（とうかがわ）
ひだまり荘から自転車で20分ほどの距離にある1級河川。ゆのの自転車に乗る練習の際に訪れた。
アイムホーム
いわゆるホームセンター。ジモッティーであるなずなの登場で初めて場所が明らかになった。タオルや電池といった日用品から、カーテン、園芸用品、ミネラルウォーター、トマトや茄子などの園芸植物、ヘルメット、チェーンソーなど、一般的ホームセンターとしての品揃えは充分ある。
デスティニーランド
遊園地。ウサギのキャラクターであるティーニーがいる他、ジェットコースターやライド式射的など多数のアトラクションがある。夜には園関係のキャラクターが総登場するパレードも行われる。吉野屋も後述の「試験休み」に遊びに行っていた。ドラマCDでもゆの達が遊園地へ行く話があるがこの場所であるかは不明。
彫刻野原美術館
期末試験最終日の翌日から終業式の前日までの間の「試験休み」に、ひだまり荘の6人全員が「勉強の目的」で行った美術館。館内に加え屋外にも展示物を設置している。

## 書誌情報
書誌の出版はすべて芳文社。

### 単行本
芳文社より「まんがタイムKRコミックス」として刊行されている。また、英訳版単行本がエン・プレスより「Sunshine Sketch」のタイトルで刊行されている。
| 巻数 | タイトル            | 初版発行日付（発売日）         | ISBN                                                        | アメリカでの発売日 | アメリカでのISBN  |
| ---- | ------------------- | ------------------------------ | ----------------------------------------------------------- | ------------------ | ----------------- |
| 1    | ひだまりスケッチ 1  | 2005年11月11日（10月27日）     | 4-8322-7549-6                                               | 2008年6月17日      | 978-0-7595-2899-4 |
| 2    | ひだまりスケッチ 2  | 2006年12月27日（同日）         | 4-8322-7607-7（通常版） 4-8322-7606-9（カレンダー付限定版） | 2008年11月18日     | 978-0-7595-2902-1 |
| 3    | ひだまりスケッチ 3  | 2008年3月13日（2月27日）       | 978-4-8322-7681-9                                           | 2009年4月21日      | 978-0-7595-3069-0 |
| 4    | ひだまりスケッチ 4  | 2009年1月8日（12月25日）       | 978-4-8322-7762-5                                           | 2010年1月26日      | 978-0-3160-8112-2 |
| 5    | ひだまりスケッチ 5  | 2010年4月11日（3月27日）       | 978-4-8322-7897-4                                           | 2011年6月28日      | 978-0-316-17802-0 |
| 6    | ひだまりスケッチ 6  | 2011年9月11日（8月27日）       | 978-4-8322-4057-5                                           | 2012年6月26日      | 978-0-316-21035-5 |
| 7    | ひだまりスケッチ 7  | 2013年1月3日（2012年12月19日） | 978-4-8322-4240-1                                           |                    |                   |
| 8    | ひだまりスケッチ 8  | 2015年3月11日（2月27日）       | 978-4-8322-4529-7                                           |                    |                   |
| 9    | ひだまりスケッチ 9  | 2016年12月11日（11月26日）     | 978-4-8322-4769-7                                           |                    |                   |
| 10   | ひだまりスケッチ 10 | 2020年4月11日（3月27日）       | 978-4-8322-7178-4                                           |                    |                   |

### 関連書籍
| 書籍名                                              | 初版発行日付（発売日）     | ISBN              | 備考 |
| --------------------------------------------------- | -------------------------- | ----------------- | --- |
| アンソロジーコミック                                |                            |                   | |
| ひだまりスケッチ アンソロジーコミック VOLUME.01     | （2007年2月27日）          | 978-4-8322-7618-5 | 蒼樹うめ、MATSUDA98、黒須嗣載、荒井チェリー、野々原ちきほか著 |
| ひだまりスケッチ アンソロジーコミック VOLUME.02     | （2007年9月27日）          | 978-4-8322-7655-0 | 蒼樹うめ、里好、師走冬子、門瀬粗、野々原ちきほか著 |
| ひだまりスケッチ アンソロジーコミック VOLUME.03     | （2008年8月27日）          | 978-4-8322-7727-4 | 蒼樹うめ、鈴城芹、里好、もんちぃ、カザマアヤミほか著 |
| ひだまりスケッチ アンソロジーコミック VOLUME.04     | （2010年3月27日）          | 978-4-8322-7898-1 | むらたたいち、双見酔、双、ほっぺげほか著 |
| ひだまりスケッチ アンソロジーコミック VOLUME.05     | （2012年10月27日）         | 978-4-8322-4214-2 | るい・たまち、都桜和、永深ゆう、榊ほか著 |
| ストーリーアンソロジーコミック                      |                            |                   | |
| ひだまりスケッチ ストーリーアンソロジーコミック 01  | 2012年12月12日（11月27日） | 978-4-8322-4231-9 | 筋肉☆太郎、月神るな、まえだもも、なきおほか著 |
| ファンブック                                        |                            |                   | |
| ひだまりスケッチブック ビジュアルファンブック       | 2007年4月11日（3月27日）   | 978-4-8322-7623-9 | |
| アニメガイドブック                                  |                            |                   | |
| ひだまりスケッチアルバム -TVアニメ公式ガイドブック- | 2008年11月29日（11月14日） | 978-4-8322-7740-3 | まんがタイムKRコミックス アニメ版のストーリー、設定やスタッフ・キャストのコメント等を収録。 「アルバム」は第1期・第2期、「デイズ」は第3期・第4期を中心とした構成。 |
| ひだまりスケッチデイズ -TVアニメ公式ガイドブック-   | 2013年6月11日（5月27日）   | 978-4-8322-4307-1 | まんがタイムKRコミックス アニメ版のストーリー、設定やスタッフ・キャストのコメント等を収録。 「アルバム」は第1期・第2期、「デイズ」は第3期・第4期を中心とした構成。 |
| 小説                                                |                            |                   | |
| ひだまりスケッチノベル ようこそひだまり荘へ         | 2007年3月31日（3月23日）   | 978-4-8322-0251-1 | 芳文社KR文庫より刊行、著者：日暮茶坊、原作/イラスト：蒼樹うめ 原作の小説化ではなく、原作を補完するエピソードがメインとなっている。                                 |
| ひだまりスケッチノベル ひだまりSchool Life          | 2007年9月30日（9月25日）   | 978-4-8322-0257-3 | 芳文社KR文庫より刊行、著者：日暮茶坊、原作/イラスト：蒼樹うめ 原作の小説化ではなく、原作を補完するエピソードがメインとなっている。                                 |

## メディア展開

### テレビアニメ
TBS制作でテレビアニメ化された。2007年に第1期が放送され、その後、第4期まで制作され放送。

### インターネットラジオ
上記テレビアニメに関連する番組として『ひだまりラジオ』が配信されており、2017年現在『ひだまりラジオ×ハニカム リメイク』が配信されている。パーソナリティーはゆの役の阿澄佳奈。

### ゲーム
ひだまりスケッチ どこでもすごろく×365
アイディアファクトリーから2009年2月12日に発売されたニンテンドーDS用ゲームソフト。ゆのたちを操作して進めるすごろくゲーム。すごろくを進めるごとにミニゲームやイベントが発生、それを攻略することでポイントが得られ、イベントCG、ボイスデータ、ムービーなどが手に入る。
プレシャスメモリーズ
ムービックとエンスカイによるトレーディングカードゲームシリーズの第2弾として2010年9月10日にブースターパックが同年12月24日にスターターデッキが2011年11月11日にスペシャルパックが発売された。
ガールフレンド（仮）
サイバーエージェントによるソーシャルゲーム。本作（アニメ第4期『ひだまりスケッチ×ハニカム』）とのコラボレーションとして「吉野屋先生」、「ゆの&宮子」、「乃莉&なずな」が登場している。
きららファンタジア
ドリコムによるスマートフォン向けアプリゲーム。2017年12月11日リリース。
「まんがタイムきららシリーズ」のキャラクターが多数登場し、本作からも複数名のキャラクターが登場。

### 鉄道

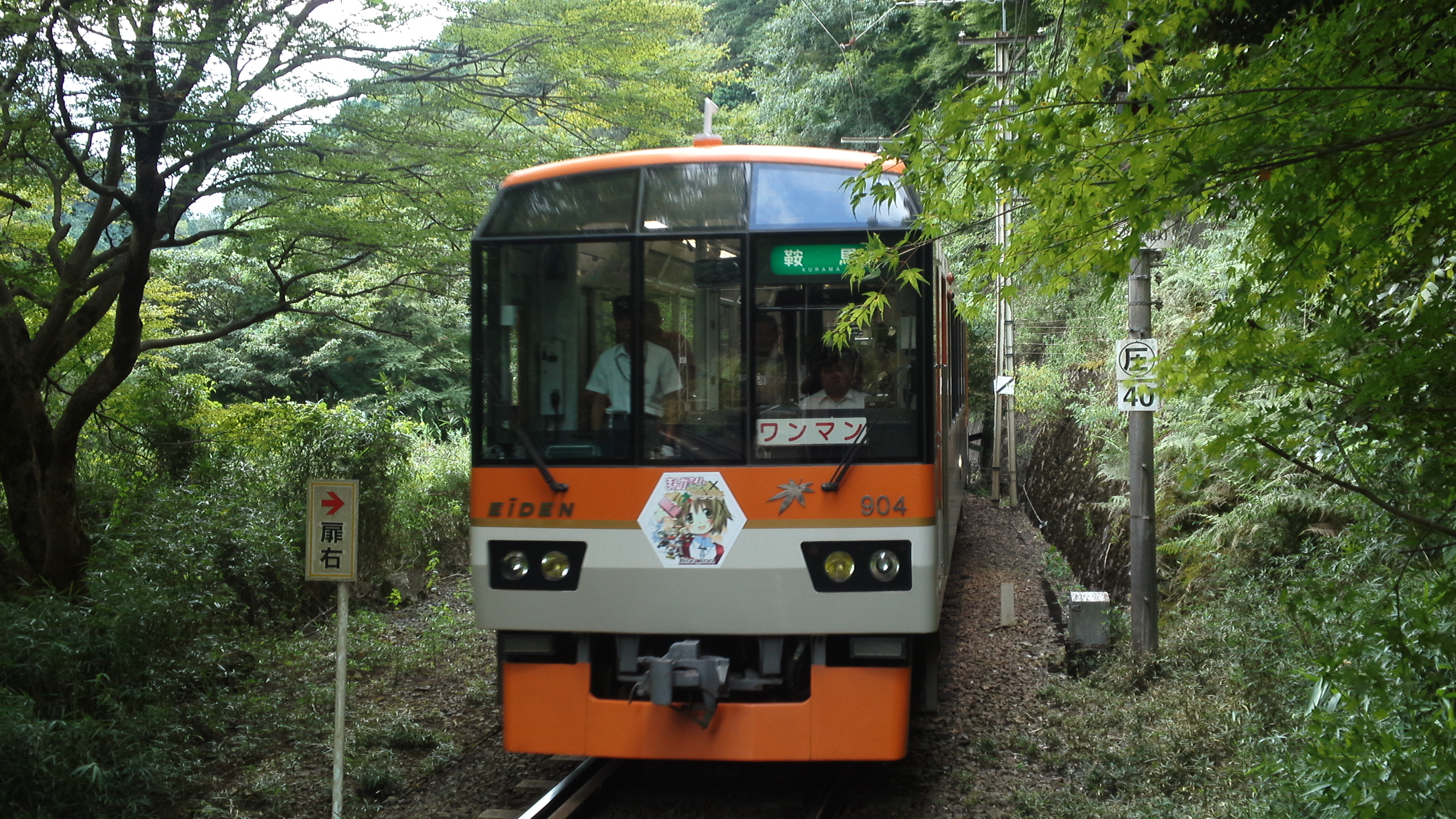
デオ903 - デオ904編成『まんがタイムきらら×きらら号』ヘッドマーク仕様（貴船口駅にて）
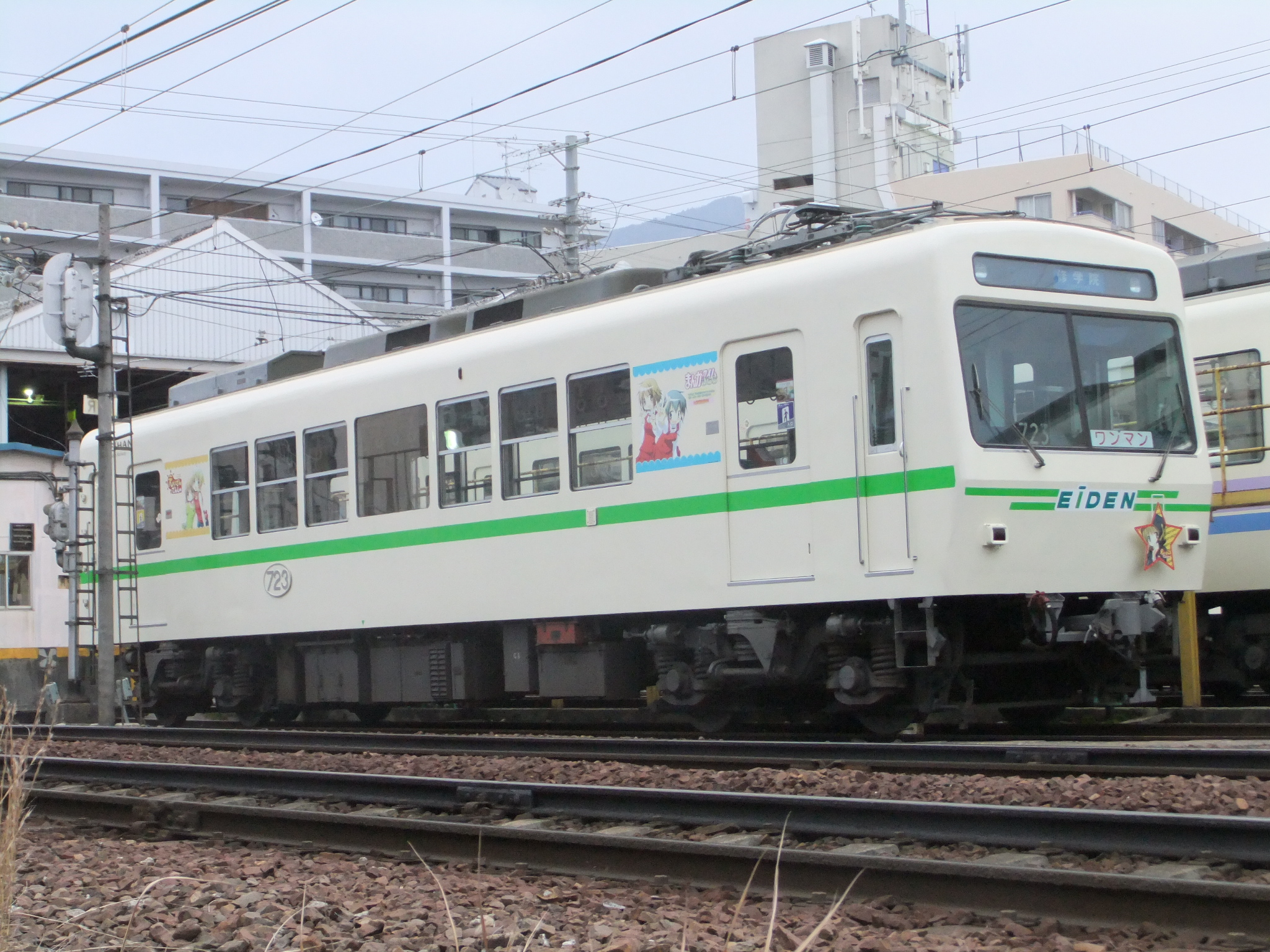
723号車、「ひだまり号」
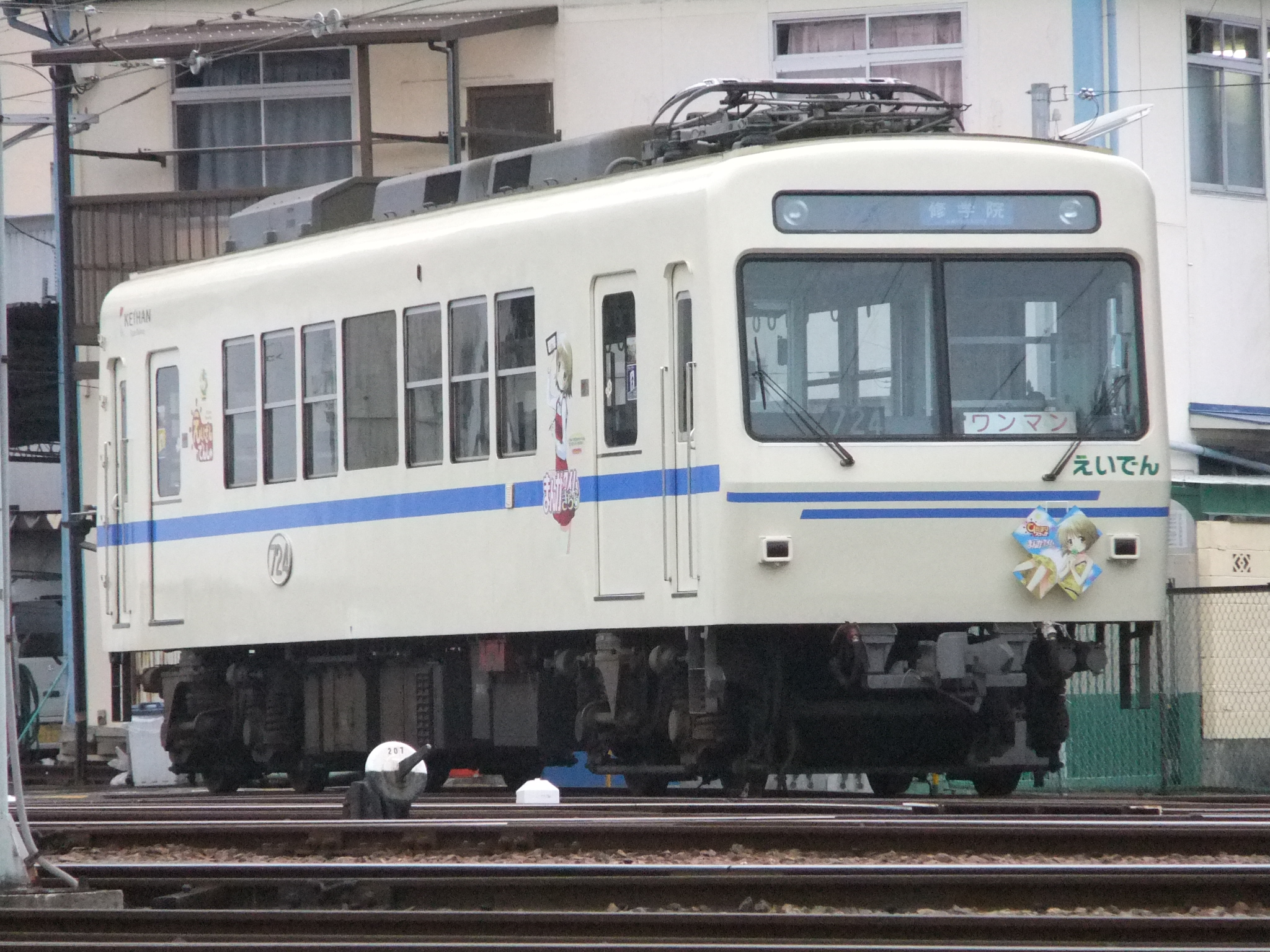
724号車、「ひだまり号」

同じ芳文社で連載されていた漫画（アニメ）『けいおん!』に続く叡山電鉄とのコラボレーションで、「まんがタイムきらら×きらら号」を2012年8月9日から11月7日にかけて運行、900系（きらら）903-904編成に当作品のヘッドマークを装着している。また、同年9月20日から2013年3月31日までデオ723・デオ724号車の2両に新たにラッピングとヘッドマークを装着して運行したほか、同年9月30日には出町柳駅にて限定4000部の特別乗車券を発売した。この特別乗車券は同年10月8日・9日に明治公園で開催の第19回『鉄道フェスティバル』でも発売された。